# Manuel Álvarez (calciatore)
Manuel Álvarez (23 maggio 1928 – 24 agosto 1998) è stato un calciatore cileno, di ruolo difensore.

## Carriera
Nel 1952 fu eletto calciatore cileno dell'anno.